# Akranesvöllur
 (avril 2025).
L'Akranesvöllur est un stade à multi-usages basé à Akranes, en Islande. Il est principalement utilisé pour les rencontres de football.
C'est le club d'IA Akranes qui y dispute ses rencontres à domicile lors du championnat de football islandais.

## Histoire
Il a été construit en 1935 et sa capacité est de 4 850 places, dont 850 assises.